# Stadio Osman Ahmed Osman
Lo stadio Osman Ahmed Osman (in arabo بستاد عثمان أحمد عثمان‎?) è uno stadio calcistico situato al Cairo, in Egitto.
Inaugurato nel 1979, conta 35.000 posti a sedere. Ospita le partite casalinghe dell'Al-Mokawloon. Ha inoltre ospitato temporaneamente diverse squadre egiziane, come il Masr FC (ora chiamato ZED) e il Misr Lel Makasa.